# Hereweg 112 (Groningen)
Het pand Hereweg 112 in de stad Groningen is een woonhuis in ecletische stijl met neorenaissance-elementen, dat is aangewezen als gemeentelijk monument.

## Beschrijving

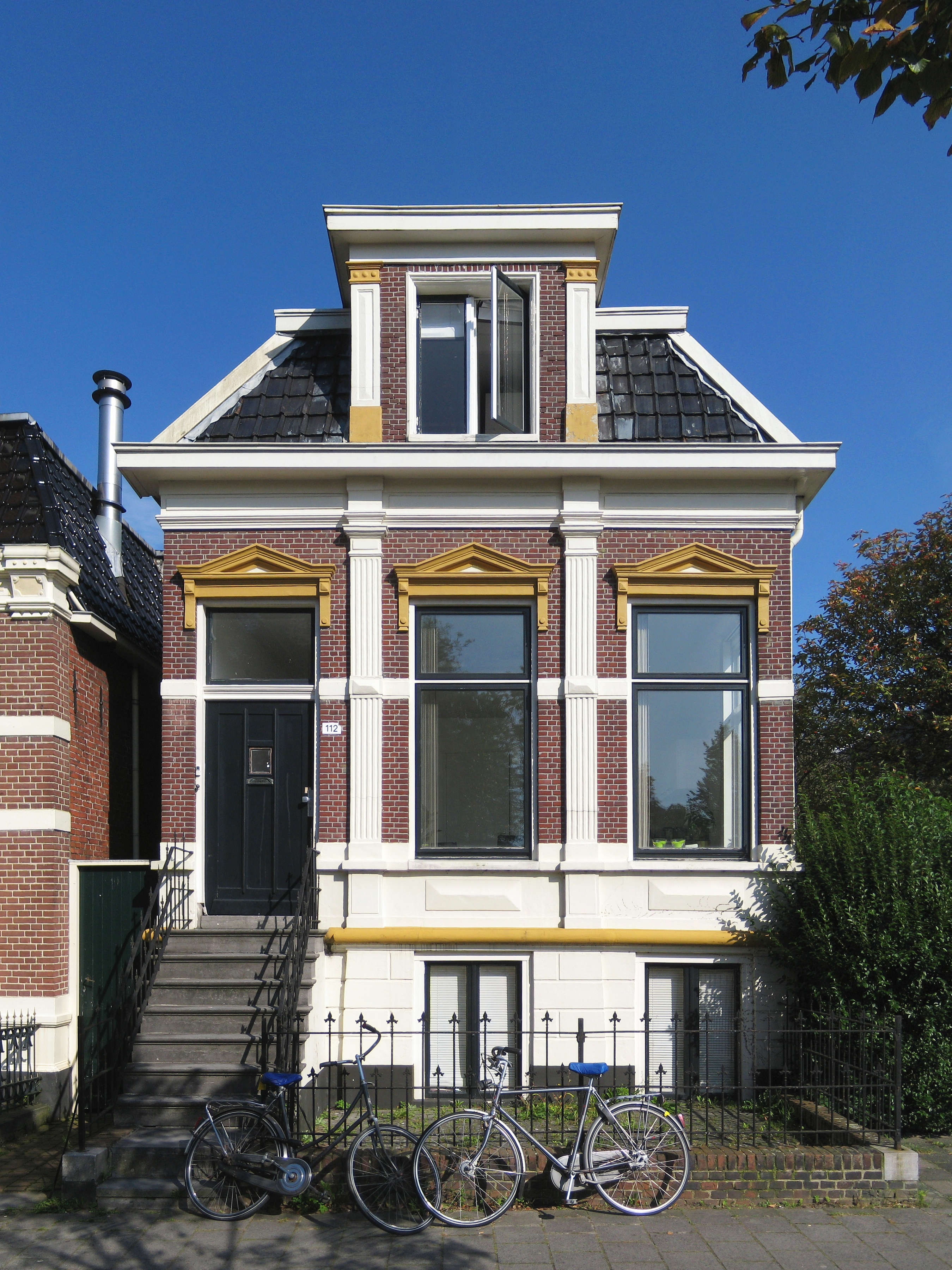
Het pand Hereweg 112 in 2011

Het vrijstaande huis, dat op de noordhoek van de Hereweg en de Anna Paulownastraat staat, werd in 1891-'92 gebouwd in opdracht van H. Aalderink. Wie het heeft ontworpen, is niet bekend. Het rechthoekige huis bestaat uit één bouwlaag boven een hoog souterrain. Het voorste gedeelte van het pand wordt gedekt door een afgeknot schilddak en het achterste door een mansardedak, die beide zijn belegd met zwarte geglazuurde Friese dakpannen. Het erf aan de voorzijde wordt van de straat gescheiden door een eenvoudig uitgevoerd smeedijzeren hek.
In de drie traveeën brede voorgevel is het muurwerk van de bel-etage opgetrokken in rode baksteen. Boven de rechtgesloten gevelopeningen op deze verdieping zijn gestucte kroonlijsten geplaatst, die rusten op consoles en worden bekroond door driehoekige frontons. Daartussen zijn gestucte en gecanneleerde pilasters aangebracht. De voorgevel wordt aan de bovenzijde gesloten door een kroonlijst en een in profielwerk uitgevoerde bakgoot. In het voordakschild bevindt zich een gemetselde kajuit, die eveneens met gestucte pilasters is gedecoreerd en waarin een rechtgesloten dubbel venster is aangebracht.
Het souterrain is uitgevoerd met gestucte imitatie-natuurstenen blokken en voorzien van twee rechtgesloten vensters, die zijn vergroot bij een verbouwing in 1938, toen het pand eigendom was van de schuin tegenover gelegen rijwielfabriek Fongers. Het souterrain wordt van de bel-etage gescheiden door een brede en eveneens in stucwerk uitgevoerde lijst met diamantkoppen en spiegels. Links van het souterrain bevindt zich een acht treden tellende hardstenen toegangstrap, voorzien van gietijzeren leuningen. De voordeur is niet-origineel en geplaatst in de periode 1920-1930.
De zuidgevel is gepleisterd en voorzien van twee vensters. In het dakvlak van deze zijgevel is in 1938 een grote houten dakkapel geplaatst. Ook bevindt zich hierin een gemetselde schoorsteen. In de achtergevel zijn de originele gevelopeningen voorzien van strekken. De ramen aan deze zijde zijn in 1964 gewijzigd, toen de keuken van het souterrain naar de achterkant van de bel-etage werd verplaatst. Bij een latere verbouwing is tegen de achterzijde tevens een kleine uitbouw met een balkon en een buitentrap aangebracht.
In het interieur bevinden zich onder meer enkele gestucte plafonds en een tochtdeur met kussenpaneel en in classicistische stijl geëtst glas.
Waardering
Het pand is aangewezen als gemeentelijk monument, onder meer vanwege "zijn situering als representant van een groep nog goed bewaard gebleven eenlaagse woonbebouwing aan de oostzijde van de Hereweg" en daarmee vanwege zijn "belang voor de stedenbouwkundige ontwikkeling van dit gebied". Ook van belang is dat de vormgeving van het huis "kenmerkend is voor de architectuur uit het laatste kwart van de 19de eeuw"', hetgeen onder meer tot uiting komt "in de opzet en afwerking van de voorgevel".